# Eriocaulon nigriceps
Eriocaulon nigriceps är en gräsväxtart som beskrevs av Elmer Drew Merrill. Eriocaulon nigriceps ingår i släktet Eriocaulon och familjen Eriocaulaceae. Inga underarter finns listade i Catalogue of Life.